# Вронди
Врондѝ, още Водрица или Вотрица (на гръцки: Βροντή, Вронди; до 1927 година: Βρόντιζα, Врондиза), е село в Егейска Македония, Гърция, дем Горуша (Войо), област Западна Македония.

## География
Селото е разположено на 780 m надморска височина, в областта Населица на 10-ина km западно от град Неаполи (Ляпчища) и на 5 km северозападно от Цотили.

## История

### В Османската империя
В края на ХІХ век Водрица е мюсюлманско гръкоезично село в Населишка каза на Османската империя.
По данни на Васил Кънчов в 1900 година във Вотрица живеят 160 гърци мохамедани.
Според статистика на Серфидженския санджак на гръцкото консулство в Еласона от 1904 година във Вротерза (Βρότερζα), Населишка каза, живеят 260 валахади.

### В Гърция
През Балканската война в 1912 година в селото влизат гръцки части и след Междусъюзническата в 1913 година Водрица остава в Гърция.
През 1913 година при първото преброяване от новата власт в него са регистрирани 315 жители.
В средата на 20-те години населението на селото е изселено в Турция по силата на Лозанския договор и на негово място са заселени понтийски гърци бежанци от Турция. В 1928 година селището е регистрирано като изцяло бежанско с 49 семейства или 177 души.
В 1927 година името на селото е сменено на Вронди.
Населението традиционно произвежда жито, картофи, тютюн и други земеделски продукти, като се занимава и със скотовъдство.
В южния край на селото е построена нова гробищна църква „Света Троица“.
| Година    | 1913 | 1920 | 1928 | 1940 | 1951 | 1961 | 1971 | 1981 | 1991 | 2001 | 2011 | 2021 |
| --------- | ---- | ---- | ---- | ---- | ---- | ---- | ---- | ---- | ---- | ---- | ---- | ---- |
| Население | 315  | 264  | 286  | 353  | 298  | 301  | 202  | 135  | 106  | 94   | 123  | 55   |